# Paradise (What About Us?)
"Paradise (What About Us?)" é um single e EP de estúdio da banda de metal sinfônico neerlandesa Within Temptation de seu sexto álbum de estúdio Hydra. Foi lançado em 27 de setembro de 2013 com três canções da versão demo do próximo álbum e também acompanhado de um videoclipe. A canção conta com a participação da ex-cantora do Nightwish, Tarja Turunen. Além do lançamento digital, o EP também foi lançado em formato físico em Japão. Uma nova mixagem da canção foi lançada posteriormente no álbum de Turunen, The Brightest Void.

## Antecedentes
No final de maio de 2013, a banda iniciou o processo de finalização das linhas vocais da canção. No mês seguinte, a banda foi gravar o primeiro videoclipe do novo álbum. Em 12 de julho de 2013, a banda lançou um trailer do próximo videoclipe, mas sem revelar nenhum nome. No mês seguinte, a banda anunciou o título do primeiro single, que foi chamado "Paradise (What About Us?)", e também lançou um teaser revelando parte da letra da canção e um solo de guitarra em antecipação ao lançamento. Durante o processo de gravação da canção, a banda chegou a um ponto de confusão em que não conseguia decidir como mixá-la, então a canção foi enviada para vários mixadores diferentes para que a banda escolhesse a melhor versão.. Eles queriam uma mistura que fosse "pulsante, pesada, grandiosa e melancólica" ao mesmo tempo, e garantiram que nada ficasse de fora na canção. De acordo com a vocalista principal Sharon den Adel, a ideia inicial era colocar "um ritmo de dança com rap em todos os versos", mas a banda não gostou do resultado final porque os levou a um território "um pouco fora de nossa zona de conforto", e então eles voltaram para um território mais familiar, transformando a canção em uma "canção grandiosa, sinfônica e com guitarras pesadas".
No início de agosto, a banda começou a postar uma foto por dia do videoclipe, ou dos bastidores, em sua conta oficial do Facebook, até o lançamento oficial do vídeo. As ideias para o videoclipe surgiram em maio, e den Adel foi responsável pelo estilo e figurino do vídeo. Em 13 de setembro, a banda anunciou oficialmente que Tarja Turunen também apareceria na canção como vocal convidada. Sobre o convite, Turunen afirmou que foi "maravilhoso que eles tenham pensado nela" e que ela "realmente aprecia o convite e a oportunidade de trabalhar com eles". Sobre trabalhar com Tarja, den Adel afirmou que eles "clicaram imediatamente, não apenas criativamente, mas pessoalmente. [...] foi completamente natural que [eles] fizessem isso juntos!". De acordo com den Adel, a canção é baseada no discurso dado pelo general reformado de quatro estrelas Peter van Uhm em 4 de maio de 2013 (Dia da Lembrança), que abordou a importância de não pensar apenas em 'você' ou 'eles', mas 'nós'.

## Recepção crítica
A primeira resenha veio do site PlanetMosh. O crítico Simon Bower deu uma nota de 10/10, elogiando o EP e considerando o material "inteligentes 'iscas' do que está reservado para o novo álbum, sendo versões demo [...] que presumivelmente aparecerão em seu estado completo e polido mais perto da hora". Ele também considerou que o próximo álbum "promete ser o mais aventureiro e diversificado deles até hoje."
A crítica Rhian Westbury, do site Hit the Floor, elogiou a canção título e a combinação das vozes de Turunen e Sharon den Adel, comentando que o contraste entre as duas "traz algo a mais para a canção, tornando-a melhor do que se tivesse apenas a cantora da banda". Ele também considerou as três versões demo "tão limpas e bem elaboradas quanto a faixa de abertura", elogiando a qualidade delas e afirmando que "não se deixe enganar pelo uso da palavra [demo][...], se não fossem pelos momentos de fala no início e no fim de algumas delas, você nunca saberia".
O site britânico Bring the Noise também deu uma crítica positiva ao EP, dando-lhe uma nota de 9/10 e considerando que "Within Temptation sempre vai entregar o que você espera deles; o estilo permanece o mesmo, mas isso não é algo ruim. As canções ainda conseguem soar diferentes o suficiente, as letras sempre têm sentimento e a banda continua sendo uma das mais talentosas no gênero metal sinfônico".
A revista britânica Rock n Reel deu ao EP uma nota de 4/5, considerando que a canção título "tem tudo o que uma faixa de alta qualidade do Within Temptation precisa" e comentando que os vocalistas executam "cada parte com perfeição". Além disso, os vocais guturais em "Silver Moonlight" e o refrão de "Dog Days" foram criticados, mas com "potencial para o álbum", precisando apenas de um pouco mais de trabalho. O revisor concluiu adicionando que "a banda mostra o quão boa eles são e como eles conquistaram seu lugar na história do metal".
Uma crítica menos, mas ainda favorável, veio da revista Powerplay, dando uma nota de 7/10, elogiando a "superb orquestração, vocais etéreos e melodias irresistíveis" da canção título, mas comentou que as demos pareciam "cruas e despojadas", mas apresentavam "qualidade potencial" para suas versões finalizadas no próximo álbum.
O videoclipe foi selecionado pela Kerrang como o oitavo melhor videoclipe de rock de 2014 e o nono pelos leitores do Metal Storm.

## Videoclipe
O videoclipe de "Paradise (What About Us?)" foi lançado via Vevo no YouTube em 26 de setembro e o vídeo corta principalmente entre a banda e imagens de uma terra devastada pós-apocalíptica em consequência de uma guerra nuclear. É o primeiro videoclipe da banda a ultrapassar 100 milhões de visualizações no YouTube.
Na terra devastada, duas pessoas são vistas em trajes de proteção pesada, caminhando por várias partes de uma civilização arruinada, em busca do que parece ser peças de uma máquina. Uma vez que as peças são encontradas, elas eventualmente arrastam as peças por uma colina arenosa, onde montam e ativam a máquina, enviando um feixe de luz aos céus, fazendo com que a chuva caia. À medida que a terra devastada começa a mostrar alguns sinais de vida, as duas personagens removem seus capacetes, revelando ser duas jovens garotas.
Algum tempo depois, uma floresta rica é vista enquanto Tarja e Sharon, implicadas em serem as duas garotas anos depois, ficam em frente à máquina. Elas partem e a luz vermelha da máquina se apaga, tendo cumprido seu propósito, pois o mundo agora se sustenta por si só.

## Lista de faixas
| N.º | Título                                          | Duração |  |
| 1.  | "Paradise (What About Us?)" (com Tarja Turunen) | 5:21    |  |
| 2.  | "Let Us Burn" (versão demo)                     | 5:38    |  |
| 3.  | "Silver Moonlight" (versão demo)                | 5:14    |  |
| 4.  | "Dog Days" (versão demo)                        | 4:56    |  |

## Pessoal
Membros da banda
- Sharon den Adel – vocais
- Martijn Spierenburg – teclados
- Robert Westerholt – Guitarra base, grunhidos
- Stefan Helleblad – Guitarra base
- Ruud Jolie – Guitarra solo
- Jeroen van Veen – baixo
- Mike Coolen – bateria

Músicos convidados
- Tarja Turunen – vocais na faixa um

## Paradas musicais
| Parada (2013-2014)                    | Posição mais alta |
| ------------------------------------- | ----------------- |
| Finlândia (Radiosoittolista Airplay)  | 23                |
| Finlândia (Latauslista Download)      | 13                |
| França (SNEP)                         | 160               |
| Alemanha (Offizielle Deutsche Charts) | 81                |
| Japão (Oricon)                        | 135               |
| Países Baixos (Single Top 100)        | 80                |
| Suíça (Schweizer Hitparade)           | 64                |
| Reino Unido (OCC UK Rock and Metal)   | 6                 |
| Reino Unido (OCC UK Indie)            | 33                |
| EUA Billboard 200                     | 196               |
| EUA Top Hard Rock Albums (Billboard)  | 12                |